# Trio Plays Standards
Trio Plays Standards ist ein Musikalbum von Pablo Held. Die am 29. Oktober 2023 im Jazzcampus Studio, Basel, entstandenen Aufnahmen erschienen am 7. Juni 2024 auf seinem eigenen Label Hopalit.

## Hintergrund
Nachdem der Pianist Pablo Held mit seinem Trio auf dem Album Who We Are dessen eigenen Weg und dessen Identität in der Fülle der Pianotrios aufzeigte, nahm er auf dem wenige Monate später erschienenen Folgealbum in der seit 2006 bestehenden Besetzung mit Robert Landfermann (Kontrabass) und Jonas Burgwinkel (Schlagzeug) neben einer Eigenkomposition fünf von den Mitgliedern der Combo hochgeschätzte Jazzstandards auf: „I’ll Never Be the Same“ von Matty Malneck und Frank Signorelli, „Barbados“ von Charlie Parker, „You Won’t Forget Me“ von Kermit Goell & Fred Spielman, „Very Early“ von Bill Evans und „Last Night When We Were Young“ von Harold Arlen.

## Titelliste
- Pablo Held: Trio Plays Standards (HOPALIT 006)[2]

1. I’ll Never Be the Same (Matty Malneck & Frank Signorelli) 5:06
2. Barbados (Charlie Parker) 5:13
3. You Won’t Forget Me (Kermit Goell & Fred Spielman) 5:11
4. Just in Crame (Pablo Held) 5:51
5. Very Early (Bill Evans) 5:40
6. Last Night When We Were Young (Harold Arlen) 5:35

## Rezeption
Das Pablo Held Trio habe sich auf Trio Plays Standards ganz bewusst den Jazzstandards zugewandt und eine Auswahl von Klassikern ganz neu interpretiert, meinte Georg Waßmuth im SWR. Ziel des Albums sei es gewesen, Stücke, zu denen jeder in der Band eine ganz besondere Beziehung aufgebaut hatte, auf den Prüfstand zu legen, wie etwa „Very Early“ von Bill Evans, dem Pablo Held eine andere Tonart (nach a-Moll) verpasst hätte. Dies sei ein Album, das mit Bravour durch die ausgewählten Stücke zirkle.